# Abalos Colles
Gli Abalos Colles sono una struttura geologica della superficie di Marte.